# Natalia John
Pas d'image ? Cliquez ici

a Compétitions nationales et continentales officielles uniquement.

b Matchs officiels uniquement.
Dernière mise à jour le 13 mars 2024.
Natalia John, née le 15 février 1996 à Pontypridd (pays de Galles), est une joueuse internationale galloise de rugby à XV évoluant au poste de deuxième ligne. Elle joue en Angleterre, aux Saracens.

## Biographie
Natalia John naît le 15 février 1996 à Pontypridd au pays de Galles. Elle commence la pratique du rugby à XV pendant ses études à l'université de Swansea où elle étudie l'ingénierie des matériaux. Sa première entraineuse est Siwan Lillicrap, alors capitaine de l'équipe nationale. Une fois diplômée, elle rejoint le club local du Swansea RFC. Elle est professeure de physique à Ysgol y Gwendraeth.
En 2018, elle est sélectionnée pour la première fois en équipe du pays de Galles et fait ses débuts internationaux contre l'Écosse pendant le Tournoi des Six Nations,.
En 2020, elle part jouer dans le Championnat d'Angleterre, avec les Bristol Bears.
En janvier 2022, elle est mise sous contrat par la fédération galloise de rugby à XV et devient joueuse professionnelle. Elle cesse d'enseigner.
Au mois de juillet, elle s'engage avec les Worcester Warriors (en). Elle compte 29 sélections en équipe nationale quand elle est retenue en septembre pour disputer la Coupe du monde en Nouvelle-Zélande.
En 2023, elle enchaine les blessures : genou puis épaule, les indisponibilités gâchent sa saison. Pire : au mois de juin, son neveu Morgan, trois ans, décède d'un cancer. Elle se blesse à nouveau, au mollet cette fois, et rate la première édition du WXV. Dans le même temps, elle apprend que les Worcester Warriors déposent le bilan et elle se retrouve sans club. 
Elle rebondit au sein de la nouvelle franchise galloise du Brython Thunder, qui dispute la deuxième saison du Celtic Challenge. Retenue pour le Six Nations 2024, elle redoute le match d'ouverture à Cardiff car la dernière fois qu'elle a joué en équipe nationale, elle était entrée sur le terrain avec Morgan dans ses bras. Elle déclare en interview qu'elle joue ce Six Nations pour lui.
À l'orée de la saison 2024-2025, elle est recrutée par les Saracens.